# Bruderschaft der Vagabunden
Die Bruderschaft der Vagabunden wurde 1927 von Gregor Gog gegründet und war eine internationale Bewegung von Obdachlosen und Vagabunden. Die Bruderschaft stand der anarchistischen Weltanschauung nahe und hatte Verbindungen zur Freien Arbeiter-Union Deutschlands (FAUD). Die Bewegung wurde 1933 von der NSDAP zerschlagen.

## Geschichte

### Vorgeschichte
Mitte der 1920er Jahre gab es circa 70.000 Obdachlose in Deutschland, bis 1933 stieg die Anzahl zur Zeit der Weltwirtschaftskrise auf rund 450.000 Menschen. Die als „Landstreicher“ bezeichneten Erwerbslosen wurden nicht nur vom Bürgertum größtenteils verachtet. Bereits Karl Marx und Friedrich Engels schrieben über den „fünften Stand“ im Manifest der Kommunistischen Partei (1848): „Das Lumpenproletariat, diese passive Verfaulung der untersten Schichten der alten Gesellschaft, wird durch eine proletarische Revolution stellenweise in die Bewegung hineingeschleudert, seiner ganzen Lebenslage nach wird es bereitwilliger sein, sich zu reaktionären Umtrieben erkaufen zu lassen.“
Der ehemalige Matrose und Gärtner Gregor Gog (1891–1945) geriet 1919, zusammen mit seinen Freunden Theodor Plievier und Karl Raichle, in der Kommune am Grünen Weg bei Bad Urach unter den Einfluss des vagabundierenden Dichters Gusto Gräser. In der Folge wurde auch Gog zeitweilig zum Vagabunden. Seine Erfahrungen verarbeitete er in seinen „Tagebuchblättern“ und in einer „Philosophie der Landstraße“.

### Gründung der Bruderschaft und der Vagabundenkongress
1927 gründete Gog in Stuttgart die Bruderschaft der Vagabunden, deren Schutzpatron Till Eulenspiegel war. Zu Pfingsten 1929 rief er zum ersten internationalen Vagabundenkongress auf den Stuttgarter Killesberg, zu dem trotz massiver Polizeisperren etwa 600 Teilnehmer kamen. Unter den Rednern befanden sich Alfons Paquet, Willi Hammelrath, Gusto Gräser und Theodor Lessing. Erich Mühsam, Maxim Gorki, Knut Hamsun und Lewis Sinclair schickten Grußbotschaften. Auf diesem Kongress rief Gog in seiner berühmten Eröffnungsrede zum „lebenslangen Generalstreik“ auf. Zitat:

„Die Gesellschaft, vertreten durch ihre Behörden, spricht von ihrer Fürsorge. Das Gesetz sorgt für mich, für die Gesellschaft, für die Satten, damit die Opfer ihrer Tyrannis ihnen nicht an den Leib rücken. Ihre ‚Fürsorge‘ ist Polizistenhumanität! Ist ‚Vorsorge‘! […] Die tugendfreien Spießer sprechen von den Vagabunden als einem arbeitsscheuen Gesindel. Was weiß den (sic!) diese Gesellschaft vom Weg und Ziel der Landstraße? […] Generalstreik das Leben lang! Lebenslänglich Generalstreik!“

Als treibende Kraft der internationalen Vagabundenbewegung setzte sich Gog, der „König der Vagabunden“ wie die Presse ihn bezeichnete, für die Rechte der Obdachlosen ein. Die „Reservearmee des kämpfenden Proletariats“ von „Tippelbrüdern, Außenseitern“ und „Ausgestossenen“ hatten sich zum Schrecken der Behörden zu einem „Weltkongress der Vagabunden“, von tatsächlich internationaler Beachtung und zu Hungermärschen organisiert.

### Ziele und Aktivitäten
Ziel der Bruderschaft war gegenseitige Hilfe, Solidarität, das Bewusstwerden der eigenen Situation in der Gesellschaft, das Fördern des Selbstbewusstseins und Selbsthilfe. Kirchliche und staatliche Organisationen für soziale Fürsorge wurden abgelehnt. Um sich der Kontrolle durch den Staat und die „Bürgerliche Gesellschaft“ zu entziehen, sollte von den Vagabunden die Initiative ausgehen, selbst Herbergen und andere Unterkünfte zu realisieren. Eine klassenlose, freie Gesellschaft wurde angestrebt im Sinne des Anarchismus und Anarchosyndikalismus.
Organ der Bruderschaft war die ursprünglich von Gustav Brügel 1927 herausgegebene Zeitschrift Der Kunde. Die erste Ausgabe wurde beschlagnahmt. Daraufhin übernahm Gog die Herausgeberschaft. Die Artikel der Zeitschrift enthielten sowohl sozialkritischen Protest „als auch eine utopische Überhöhung der Vagabunden-Existenz“. Über die Situation der Obdachlosen schrieb Gog unter anderem Artikel zu Zwei Millionen auf der Landstraße, Der Landstreicher Tombrock und Straßen ohne Ende. Die Zeitschrift sollte den Vagabunden die Gelegenheit geben, ihre Erfahrungen und Meinungen zu veröffentlichen. Darüber hinaus wurde auch in anderen anarchistischen und anarchosyndikalistischen Blättern veröffentlicht. Gerhard Siegismund publizierte in Besinnung und Aufbruch, Gregor Gog in Der Syndikalist.
Gog und seine Ehefrau Anni Geiger-Gog standen der FAUD nahe, ebenso Theodor Plivier und Helmut Klose. Durch Artur Streiter, Hermann Giesau, Karl Heinz Bodensieck und Helmut Klose kam die Verbindung zur Berliner FAUD und zur Gilde freiheitlicher Bücherfreunde zustande. Der Einfluss der Vagabundenbewegung auf den Anarchosyndikalismus und die FAUD war jedoch gering.
1933 wurde die Bruderschaft der Vagabunden von den Nationalsozialisten zerschlagen. Das von Gog betreute Archiv der Bruderschaft wurde beschlagnahmt. Gog und andere Vagabunden konnten jedoch einige Schriftstücke und Kunstwerke der Bruderschaft ins Exil retten.

## Künstlergruppe der Vagabunden
Die Bruderschaft war zugleich auch eine Künstlerbewegung. Hans Tombrock (1895–1966) lernte Gog 1928 kennen, zusammen mit Hans Bönnighausen und Gerhart Bettermann gründeten sie die „Künstlergruppe der Bruderschaft der Vagabunden“. Tausende von Zeichnungen, Aquarellen, Holz- und Linolschnitte entstanden und wurden zum Teil abgedruckt. 1929 wurde die erste Kunstausstellung organisiert und im „Verlag der Vagabunden“ erschien eine „Vagabundenmappe“.

## Filmische Rezeption
1929 drehte der Österreicher Fritz Weiß mit der Fachberatung von Gregor Gog den 49-minütigen Stummfilm Vagabund, der sich um den Alltag von Menschen dreht, die sich für ein Leben auf der Straße entschieden haben. Ein toter Obdachloser wird für einen Journalisten Aufhänger für erfolgreiche Artikel zum Thema.
Eine zweiteilige Filmdokumentation, „Generalstreik das Leben lang“ und „Könner in Lumpen“, wurde 2008 im Haus der Demokratie und Menschenrechte in Berlin gezeigt – ein Zeitzeugnis über die Künstler der Landstraße und die Bruderschaft der Vagabunden.

## Graphic Novel
- Im Berliner avant-verlag, der auf Comics spezialisiert ist, erschien im Herbst 2019 die Graphic Novel Der König der Vagabunden. Gregor Gog und seine Bruderschaft, verfasst von Patrick Spät (Text und Szenario) und Bea Davies (Zeichnungen).[14]

## Würdigung
- Die Stiftung Geißstraße Sieben in Stuttgart hatte 2004 anlässlich des 75. Jahrestages des ersten Vagabundenkongresses (Pfingsten 1929) ein „Gregor-Gog-Gedenkblatt“ herausgegeben.
- Die Berliner Straßenzeitung Motz betreibt neben ihrer Arbeit für Obdachlose ein „Antiquariat Gregor Gog“.

## Weiterführende Literatur
- Walter Fähnders (Hrsg.): Nomadische Existenzen. Vagabondage und Boheme in Literatur und Kultur des 20. Jahrhunderts. Schriften des Fritz-Hüser-Instituts 16. Klartext Verlag, Essen 2007, ISBN 978-3-89861-814-4.
- Walter Fähnders, Henning Zimpel (Hrsg.): Die Epoche der Vagabunden. Klartext Verlag (Schriften des Fritz-Hüser-Instituts). Essen 2009, ISBN 978-3-89861-655-3.
- Richard E. Funcke: Die Bruderschaft der Vagabunden. Ein Zeitbild. In: Die christliche Welt 49 (1929), Nr. 20, 19. Oktober, Sp. 990-995 (1) und Nr. 21, 2. November, Sp. 1047-1052 (2).
- Gregor Gog: Von unterwegs. Tagebuchblätter des verlorenen Sohnes. Verlag des Bundes der Brüder, Stuttgart 1926.
- Gregor Gog: Vorspiel zu einer Philosophie der Landstraße. Aus den Notizen eines Vagabunden. Verlag der Vagabunden, Stuttgart 1928.
- Wolfgang Haug: Theodor Plievier – Anarchist ohne Adjektive. Der Schriftsteller der Freiheit. Eine Biographie, Verlag Edition AV, Bodenburg 2020
- Rolf Jessewitsch, Gerhard Schneider (Hrsg.): Verfemt – Vergessen – Wiederentdeckt. Kunst expressiver Gegenständlichkeit aus der Sammlung Gerhard Schneider. Seite 481. Anlässlich der Ausstellung Verfemt, Vergessen, Wiederentdeckt. Kunstverein Südsauerland Olpe, 4. Juli bis 8. August 1999 und 23. Juli bis August 2000. Museum Baden, Solingen-Gräfrath. Wienand Verlag, Köln 1999, ISBN 3-87909-665-1.
- Künstlerhaus Bethanien (Hrsg.): Wohnsitz: Nirgendwo. Vom Leben und Überleben auf der Landstraße. Frölich & Kaufmann, Berlin 1982, ISBN 3-88725-070-2.
- Hans-Dieter Mück: Roter 'Verschwörerwinkel' am Grünen Weg. Der 'Uracher Kreis' Karl Raichles: Sommerfrische für Revolutionäre des Worts, 1918-1931. Bad Urach 1991.
- Hanneliese Palm, Christoph Steker (Hrsg.): Künstler, Kunden, Vagabunden. C.W. Leske Verlag, Düsseldorf 2020, ISBN 978-3-946595-08-3.
- Elvira Reith (Hrsg.): Katalog: Hans Bönnighausen – ein Malervagabund. Edition Karo Dame, Dortmund, ISBN 3-00-010141-1.
- Hartmut Rübner: Freiheit und Brot. Die Freie Arbeiter-Union Deutschlands. Eine Studie zur Geschichte des Anarchosyndikalismus. Seite 294. Libertad Verlag, Potsdam 1994, ISBN 3-922226-21-3.
- Klaus Trappmann (Hrsg.): Landstrasse, Kunden, Vagabunden. Gregor Gogs Liga der Heimatlosen. Gerhardt Verlag, Berlin 1980.
- Harry Wilde: Theodor Plievier. Nullpunkt der Freiheit. Kurt Desch Verlag, München u. a. 1965.